# Pasta d'água
A pasta d'água ou pasta aquosa simples é uma preparação farmacêutica de uso externo composta por óxido de zinco, talco, glicerina, metilparabeno, carbonato de calio e água de cal. É utilizada como antisséptico, secativo, e cicatrizante.
Esse medicamento é comumente utilizado para o tratamento de brotoejas em crianças e recém nascidos. Deve ser armazenada em embalagens plásticas e opacas.